# Consualia
Las Consualia o Consuales Ludi eran unas fiestas romanas instituidas por Rómulo en honor de Consus, dios que protege las reservas de grano acumuladas en los graneros y silos subterráneos, y también deidad de los consejos.

## Rituales
Se celebraban dos veces al año, la primera en la mitad del mes Sextilis, el 21 de agosto, tras finalizar la siega de la cosecha, y la segunda el 15 de diciembre, fin de la época de siembra. Los rituales se llevaban a cabo ante un altar subterráneo del Circo Máximo (altar de Consus), que se portaba a la superficie durante la fiesta. 
Como la cosecha era almacenada en silos subterráneos, el templo de Consus también estaba bajo tierra. De esta manera, el santuario se cubría con tierra todo el resto del año y se descubría solo para esos días. Marte, como protector de las cosechas, también era honrado esos días, al igual que los Lares, los dioses del hogar de las familias.
Durante las celebraciones, caballos, mulas y asnos eran eximidos de trabajar y se llevaban en procesión por las calles, adornados con flores y guirnaldas. Tenían lugar, también, carreras de carros en el Circo Máximo, que incluían una extraña competición de carros tirados por mulas.
Habría sido en el transcurso de esta fiesta, en que se había invitado a los pueblos vecinos, cuando los romanos procedieron al rapto de las sabinas. Al ver la necesidad de aumentar la población de Roma, Rómulo autorizó a los hombres a tomar por la fuerza a las mujeres sabinas, pero solo de forma adecuada a su condición social. La guerra para vengar esta afrenta fue evitada cuando las sabinas secuestradas intervinieron y aceptaron voluntariamente a sus maridos romanos, que habían tenido el cuidado de tratarlas dignamente. De aquí habría surgido la idea de estratagema (consilium en latín), que habría dado nombre al dios Consus, asimilado a Neptuno según Tito Livio (Historia de Roma I, 9).
Cuatro días más tarde de las Consualia, plazo habitual de intervalo entre dos fiestas relacionadas, se celebraba una de las fiestas anuales de Ops, diosa de la abundancia, deidad también agrícola: las Opiconsivia (25 de agosto). A Ops estaban dedicadas así mismo las Opalia (19 de diciembre).